# Eilema sarawaka
Eilema sarawaka är en fjärilsart som beskrevs av Butler 1877. Eilema sarawaka ingår i släktet Eilema och familjen björnspinnare. Inga underarter finns listade i Catalogue of Life.